# Šarūnas Sauka

Scări (1989) de Šarūnas Sauka

Infernul (1991-1992) de Šarūnas Sauka

Šarūnas Sauka (n. 11 septembrie 1958, Vilnius, RSS Lituaniană, URSS) este un pictor postmodernist. Este considerat unul din liderii generației artistice a Lituaniei din anii 1980. Tatăl său este un eminent filolog lituanian, Donatas Sauka. În 1989, Šarūnas Sauka a primit Premiul Național Lituanian (în lituaniană Lietuvos nacionalinė kultūros ir meno premija). 

## Viața și munca
Šarūnas Sauka s-a născut în 1958, în capitala lituaniană Vilnius. Din 1976 până în 1983, a studiat la Institutul Național din Lituania, Academia de Artă din Vilnius. În 1989, artistul a fost nominalizat la Premiul Național Lituanian pentru dipticul Žalgirio mūšis (în limba română: Bătălia de la Grunwald). Pictura sa monumentală O mie de ani despre Lituania (2008-2012) este expusă în Palatul Prezidențial Lituanian. Sauka locuiește acum în Dusetos, un sat mic și îndepărtat din Județul Utena, printre numeroase lacuri și păduri.
Are doi copii, Monika Saukaitė, pictoriță, și Mykolas Sauka, sculptor și scriitor.
Activitatea lui Šarūnas, atât de critici cât și de laici, este adesea menționată ca fiind "diferită". Cu toate acestea, "diferența" în picturile lui Sauka este destul de consistentă. Imaginile sale sunt bogate în simbolism religios, contraste ascuțite de culoare, personaje și obiecte într-o stare de decădere. Imagini cu sânge, organe, părți ale corpului tăiate și măcelăria se regăsesc adesea în picturile sale. Această disecție sau deformare literală a formei umane este, eventual, o expresie a credinței autorului că omul trebuie să fie dezbrăcat de lanțurile convenționale pentru a contempla adevărata condiție a trupului și a sufletului său. În multe dintre tablourile sale, el își folosește propriul chip, uneori fețele membrilor familiei sau rudelor sale; victima și agresorul de obicei ambele au aceeași față. O apreciere deplină a lucrărilor sale de artă necesită o înțelegere a gradului și a cruzimii terorii comuniste din Lituania și a altor țări din Europa de Est și o înțelegere a unora dintre ideile metafizice și arhetipale care stau la baza concepției și sensibilității lumii sale.
"Scopul imaginației lui Sauka include diverse manifestări de corupție, putrezire și deteriorare, de regulă legate de corporalitatea umană înțeleasă ca antiteza ideii creștine a mântuirii și cea a învierii corporale. La Sauka  întâlnim groază — gnosticism amestecat cu ironie postmodernă. Lumea artistului nu este o teofanie, ci un loc al terorii gnostice, al abandonării și al supunerii față de forțele maligne. Cu toate acestea, labirintul întunericului material este, de asemenea, un vas în care se poate face o lucrare alchimică, în timp ce este susținut de imaginația creativă. Prin urmare, patologia este în mod inerent mitologizată, la fel cum toată mitologia este patologizată. Sauka se opune atât dematerializării, cât și spiritualizării realității. El urmărește parțial tradiția picturii europene clasice, mai ales în ceea ce privește diferitele tehnici și principii de exprimare, deși creează un context destul de diferit în care orice urmă de logică aristoteliană dispare și forțele răului devin permanente și incontestabile. Într-un fel, Sauka nu numai că simbolizează sfârșitul sumbru al civilizației creștine  și al metafizicii, dar, de asemenea, dezvăluie fața nebună a secolului al XX-lea, care apare atunci când măștile raționalității și înțelepciunea aparentă sunt îndepărtate." (Algis Uždavinys, dr. în filozofie)

## Personalitate
Šarūnas este cunoscut pentru stilul său de viață oarecum izolat (acesta trăiește și lucrează în satul îndepărtat Dusetos), reticența de a vorbi despre munca sa sau de a da interviuri. El este extrem de sârguincios, lucru evident din sutele de picturi realizate. 